# Ямато (город)
Ямато (яп. 大和市 Ямато-си) — Особый город в Японии, находящийся в префектуре Канагава. Площадь города составляет 27,06 км², население — 232 502 человека (1 августа 2014), плотность населения — 8592,09 чел./км².

## Географическое положение
Город расположен на острове Хонсю в префектуре Канагава региона Канто. С ним граничат города Иокогама, Дзама, Сагамихара, Аясе, Фудзисава, Эбина, Матида.

## Население
Население города составляет 232 502 человека (1 августа 2014), а плотность — 8592,09 чел./км². Изменение численности населения с 1980 по 2005 годы:
| 1980 | 167 935 чел. |  |
| 1985 | 177 669 чел. |  |
| 1990 | 194 866 чел. |  |
| 1995 | 203 933 чел. |  |
| 2000 | 212 761 чел. |  |
| 2005 | 221 220 чел. |  |

## Символика
Деревом города считается Prunus jamasakura, цветком — астра, птицей — голубая сорока.

## Транспорт
- Кокудо 16

## Города-побратимы
- Минамиуонума, Япония
- Тайва, Япония
- Косю, Япония